# Джерело «Безодня»
Джерело́ «Безо́дня» — гідрологічна пам'ятка природи місцевого значення в Україні.

## Світлини

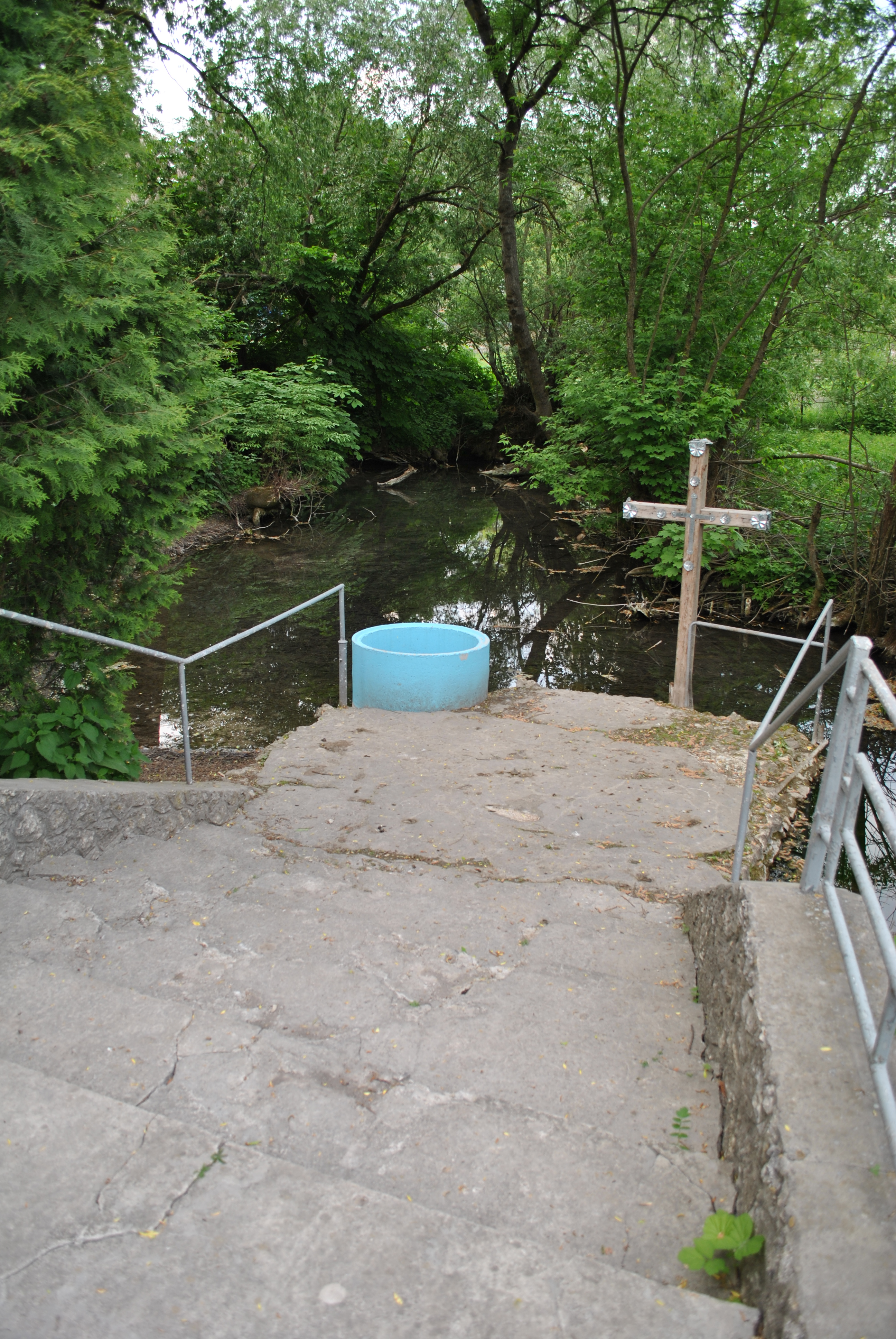
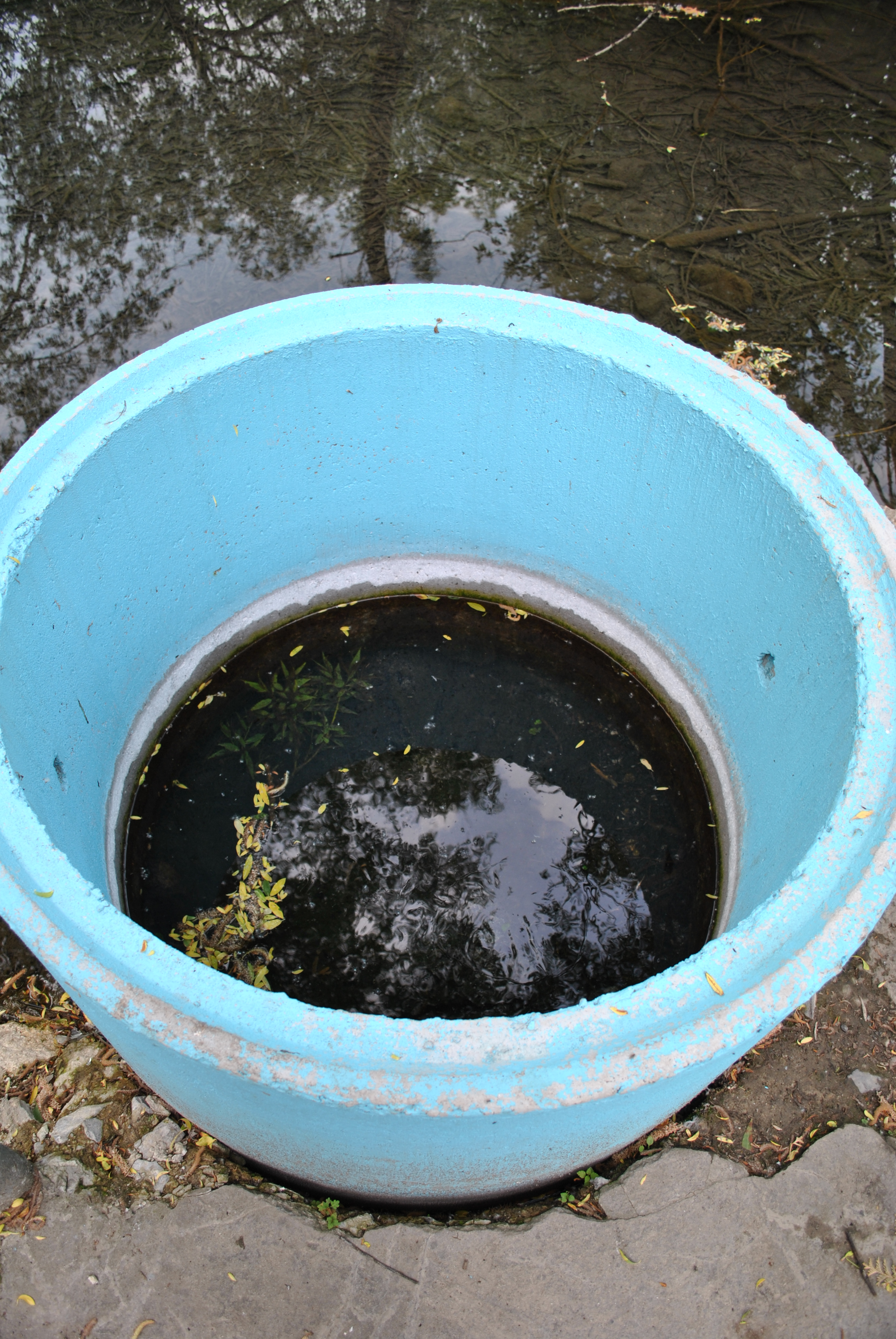
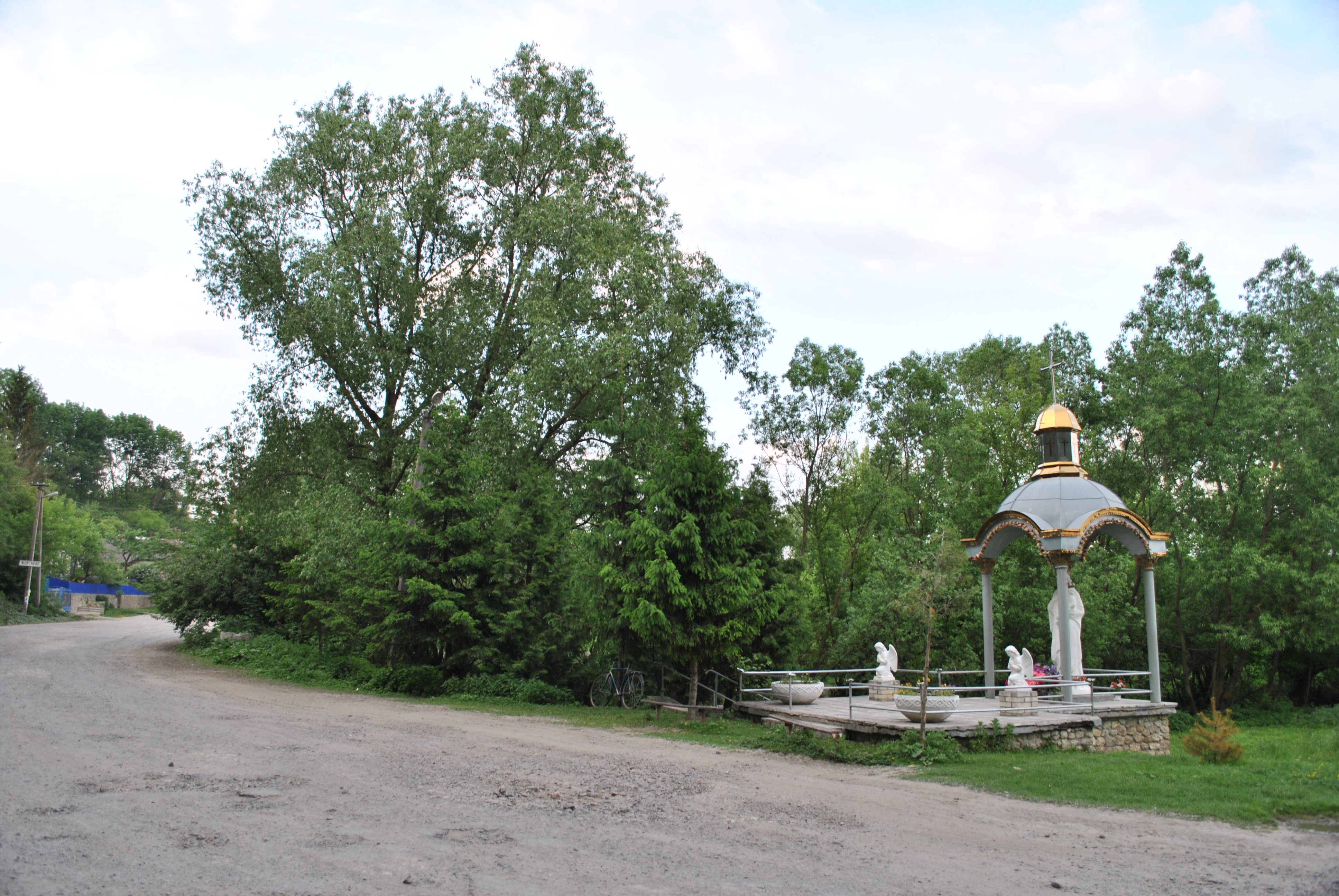

## Розташування
Джерело знаходиться за 2,5 м від дороги «Тернопіль-Соборне» на території села Соборне Тернопільського району Тернопільської області.

## Пам'ятка
Статус пам'ятки отриманий за рішенням Тернопільської обласної ради № 1043 від 20 серпня 2010 року.
Площа — 0,04 га.